# Scruopolo
Die Felseninsel Scruopolo (auch Scoglione, Liscola, Linola, Scoglio di Recommone) besteht aus einer großen Klippe, die nah am Festland vor der Bucht von Recommone auf der Südseite der Halbinsel von Sorrent aus dem Golf von Salerno ragt. Sie gehört zum Territorium der kampanischen Gemeinde Massa Lubrense. Der Name leitet sich vom lateinischen scopulus ‚Felsen‘ her. Der Name Liscola ist vermutlich eine Verkleinerungsform des Namens der östlich benachbarten, größeren Felseninsel Isca, Linola ist durch einen Kopierfehler dieses Namens entstanden. Nördlich wird Scruopolo von einem kleineren Felsen flankiert.
Die unterseeischen Abhänge um den Felsen werden vor allem von Tauchern geschätzt. Scruopolo markiert außerdem die Position zweier bekannter Grotten am gegenüberliegenden Festland (Grotta dei Palummi oder Grotta dello Scruopolo sowie Grotta Argentata oder Piccola Grotta Azzurra).